# Richard Alley
Richard Blane Alley  (Ohio, 18 de agosto de 1957) é um geólogo estadunidense, professor na Universidade Estadual da Pensilvânia
É autor de mais de 200 publicações científicas sobre a relação entre a criosfera e os eventos de mudança global do clima. É de acordo com o Institute for Scientific Information (ISI) um autor frequentemente citado.

## Vida
Richard Alley recebeu o BSc em geologia e mineralogia em 1980 e o mestrado em 1983 na Faculdade de Geologia da Universidade Estadual de Ohio. Obteve o Ph.D. em 1987 na Faculdade de Geologia da Universidade do Wisconsin-Madison. Após curto tempo no pós-doutorado foi chamado para a Universidade Estadual da Pensilvânia, onde ascendeu em 2000 a Evan Pugh Professor of Geosciences.

## Condecorações
Em 2007 foi eleito fellow da Associação Americana para o Avanço da Ciência. No mesmo ano recebeu a Medalha Roger Revelle, em 2009 recebeu o Prêmio Tyler de Conquista Ambiental. Em 2010 foi eleito membro da Academia de Artes e Ciências dos Estados Unidos e recebeu em 2011 o Heinz Awards. Em 2014 recebeu o Prêmio Arthur L. Day da Academia Nacional de Ciências dos Estados Unidos, da qual é membro desde 2008, e foi eleito membro da Royal Society. Em 2016 recebeu o Climate Communication Prize. Recebeu a Medalha Wollaston de 2017.

## Obras
- Richard Alley (18 de abril de 2011). EARTH: The Operators’ Manual. [S.l.]: W. W. Norton & Company. ISBN 978-0-393-08109-1
- Richard Alley (1 de julho de 2002). The Two-Mile Time Machine: Ice Cores, Abrupt Climate Change, and Our Future. [S.l.]: Princeton University Press. ISBN 978-0-691-10296-2
- Richard Alley (setembro de 2000).  Robert Bindschadler, ed. The West Antarctic Ice Sheet: Behavior and Environment (Antarctic Research Series). [S.l.]: American Geophysical Union. ISBN 978-0-87590-957-8
- Richard Alley (1999). Rocking the parks: Geological stories of the national parks. [S.l.]: Kendall/Hunt Pub. Co. ISBN 978-0-7872-5706-4